# 12月1日
12月1日是公历一年中的第335天（闰年第336天），离全年结束还有30天。

## 大事记

### 19世紀以前
- 800年：由查理曼帝審理的＂對教皇良三世的指控＂於梵蒂冈召開。[1]
- 1167年：意大利北部诸城结为伦巴底联盟。
- 1420年：百年战争：英格兰国王亨利五世占领巴黎。
- 1577年 ：英王的伊麗莎白一世授予臣子克里斯托弗·哈頓（英语：Christopher_Hatton）和托馬斯·哈伊格（英语：Thomas Heneage）爵士頭銜。[2][3]
- 1640年：葡萄牙王國貴族在里斯本發動反對西班牙統治的政變，並擁立約翰四世為新國王。
- 1783年：法国人雅克·查尔斯（英语：Jacques Charles）和同伴罗伯特乘坐查尔斯发明的氢气球在巴黎作自由飞行。

### 19世紀
- 1822年：在巴西帝國宣布自葡萄牙獨立後，佩德羅一世正式加冕成為第一任巴西皇帝。
- 1824年：美國總統大選：由於没有候選人獲得選舉人團的過半支持，因此由美国众议院決定新任的美國總統。
- 1835年：安徒生出版其第一部童話集。
- 1860年：狄更斯开始连载其名著《远大前程》。
- 1887年：清政府与葡萄牙簽訂《中葡北京条约》。

### 20世紀
- 1913年：福特汽車開始使用世界上第一條用於汽車量產的移動裝配線。
- 1913年：克里特岛并入希腊。
- 1915年：袁世凯登基大典筹备处成立。
- 1918年：隨著《聯合法案（英语：Danish–Icelandic Act of Union）》的簽署，丹麥承認冰島王國是一個完全主權的國家，透過克里斯蒂安十世進行共主邦聯。
- 1918年：特兰西瓦尼亚并入罗马尼亚。
- 1918年：塞尔维亚-克罗地亚-斯洛文尼亚王国宣布成立。
- 1921年：中日代表就山东问题进行谈判，英美调停。
- 1922年：溥仪在北京紫禁城举行大婚典礼。
- 1925年：《羅加诺公约》在伦敦正式签署，确认一战后中欧與东欧国家的领土边界。
- 1927年：蔣介石与宋美龄在上海結婚。
- 1930年：比利时马斯河谷发生严重的大气污染事件，一周内有60多人死亡。
- 1934年：蘇聯革命者謝爾蓋·基洛夫在列寧格勒遇刺身亡，促使約瑟夫·史達林發動大清洗運動。
- 1936年：中国共产党领导人毛泽东、周恩来等人致书蒋介石，相应号召共同抗敌。
- 1937年：抗日战争中，南京保卫战开始。
- 1942年：泰國共產黨于曼谷正式成立。
- 1943年：《开罗宣言》发表。
- 1945年：昆明发生一二一事件，4名学生被杀，20多人受伤。
- 1945年：上海戏剧学院成立，剧作家熊佛西担任首任校长。
- 1948年：中国人民银行成立，第一批人民币开始流通市面。
- 1949年：台湾发行新台币硬币。
- 1950年：中华人民共和国的人民出版社成立。
- 1951年：中国人民解放军进入西藏拉萨。
- 1952年：《广州日报》创刊，报名由毛泽东题写。
- 1955年：美國民權運動人士羅莎·帕克斯在阿拉巴馬州蒙哥馬利被捕，引發聯合抵制公車運動。
- 1956年：蒋介石完成《苏俄在中国》一书。
- 1958年：越南发生富利案，1000多名犯人被毒死。
- 1958年：中非共和國脫離法国獨立。
- 1959年：美苏英法等12个国家在华盛顿签定《南极条约》，為冷戰期間首個軍備控制條約。
- 1961年：台湾第一核能發電廠于新北市建成。
- 1971年：克羅埃西亞社會主義共和國的政治和經濟改革時期結束，因為南斯拉夫共產主義者聯盟決定清洗該國的改革主義領導。
- 1973年：巴布亞新幾內亞從澳大利亞獲得自治政府的地位。
- 1978年：中国人类学家吴汝康率领的发掘队，在云南省禄丰县石灰坝发现一具800万年前的腊玛古猿头骨化石。
- 1980年：苏联宣布封锁德意志民主共和国与波兰边界。
- 1981年：南斯拉夫一架MD-81在科西嘉島阿雅克肖鎮撞山，機上173名乘客及7名機員全數罹難。
- 1981年：愛滋病于旧金山被首度發現。
- 1982年：全球第一例永久性人工心脏植入手术在美国犹他州盐湖城获得成功。
- 1985年：中国科学院原子法激光分离铀同位素原理性实验获得成功。
- 1988年：4名苏联恐怖分子劫持30名小学生，要求出境。
- 1988年：中国外长钱其琛访问苏联，中苏关系解冻。
- 1989年：开封黄河公路大桥通车。
- 1990年：歐洲隧道公司的工程團隊打通橫越英吉利海峽、全長50.45公里的英法海底隧道。
- 1991年：香港醫院管理局接管香港所有公立醫院。
- 1991年：乌克兰举行的独立公投获得92.26%赞成独立的结果。
- 1994年：中国贵阳市发生空中怪车事件，附近山林被夷为平地，树木拦腰折断，被称为中国三大UFO悬案之一。(贵州空中快车事件)
- 1996年：保加利亚加入世界贸易组织。
- 1997年：太阳系8颗行星形成“八星连珠”天文奇观。
- 1997年：《聯合國氣候變化綱要公約》第3屆締約方會議召開。
- 1998年：美国最大石油公司艾克森出资766亿美元收购美国第二大石油公司美孚石油公司。
- 1999年：英美日中等国合作的人類基因組計劃联合研究小组宣布已经完整破译出人体第22对染色体的遗传密码。
- 1999年：在美國西雅圖召開世界貿易組織第三次部長級會議持續受到嚴重騷擾，西雅圖實施宵禁。
- 2000年：中國廣東省東莞厚街鎮一座非法加建的商場突然倒塌，造成12人死亡28人受傷。當局除追究工程負責人的刑事責任，當地地方官員也受到處分。

### 21世紀
- 2001年：環球航空結束營業，併入美國航空。
- 2003年：日本宣布由东京、大阪和名古屋开始实行电视播出数字化，并在2011年之前推广至全日本。
- 2006年：第十五屆亞洲運動會在卡塔爾多哈開幕。
- 2006年：香港九龍灣正在興建中的企業廣場第五期地盤發生四級大火。
- 2006年：南非成为世界上第五个也是非洲第一个承认同性婚姻的国家。南非第一对登记结婚的同性伴侣决定在世界艾滋病日当天正式完婚。
- 2009年：取代《歐盟憲法》之后主要宪法规范的《里斯本条约》正式生效。
- 2012年：涉嫌殺人、縱火等罪名，被囚禁十三年十個月的澳門黑社會組織14k的頭目尹國駒刑滿出獄。
- 2014年：《聯合國氣候變化綱要公約》第20屆締約方會議召開。
- 2019年：首例2019冠状病毒病感染者在武汉市发病。
- 2020年：首例香港進入全面數碼電視廣播年代。
- 2023年：美國眾議院表決通過開除共和黨籍議員喬治·桑托斯，為史上被開除的第六人。

## 出生
- 1081年：路易六世，法蘭西國王（1137年逝世）
- 1083年：安娜·科穆寧娜，東羅馬帝國公主，歐洲史上最早女性歷史學家之一（1153年逝世）
- 1521年：武田信玄，日本戰國時代大名（1573年逝世）
- 1690年：菲利普·約克，英國大律師、法官、輝格黨政治家（1764年逝世）
- 1709年：弗朗兹·克萨韦尔·里赫特，摩拉維亞作曲家（1789年逝世）
- 1743年：馬丁·克拉普羅特，德國化學家（1817年逝世）
- 1761年：杜莎夫人，法裔英國雕塑家，杜莎夫人蠟像館創辦人（1850年逝世）
- 1792年：尼古拉·羅巴切夫斯基，俄羅斯数學家（1856年逝世）
- 1831年：瑪麗亞·阿梅利亞，巴西帝國公主（1853年逝世）
- 1844年：亞歷山德拉，大英帝國皇后、印度帝國皇后（1925年逝世）
- 1878年：萧长华，中国京剧表演艺术家（1967年逝世）
- 1883年：路易吉·甘納，義大利職業公路自行車賽車手，首屆環意自行車賽總冠軍（1957年逝世）
- 1886年：朱德，中國政治家、軍事家（1976年逝世）
- 1896年：，蘇聯軍事家，蘇聯元帥（1974年逝世）
- 1910年：路易斯·斯洛廷，加拿大物理學家、化學家（1946年逝世）
- 1912年：山崎實，日裔美國建築師，代表作紐約世界贸易中心（1986年逝世）
- 1913年：李桂丹，中華民國空軍上尉（1938年逝世）
- 1916年：万里，前中共中央政治局委员、第七届全國人大常委會委員長（2015年逝世）
- 1921年：许觉民，中国文学评论家（2006年逝世）
- 1925年：馬丁·羅德貝爾，美國生物化學、分子內分泌學家，1994年諾貝爾生理學或醫學獎得主（1998年逝世）
- 1930年：辛春浩，韓國商人，農心集團創始人兼董事長，被譽為「辛拉麵之王」（2021年逝世）
- 1930年：崔泰福，北韓政治人物，曾任最高人民會議議長（2024年逝世）
- 1933年：藤子·F·不二雄，日本漫畫家，《哆啦A夢》作者（1996年逝世）
- 1935年：陈镜开，中国男子举重运动员（2010年逝世）
- 1935年：張五常，香港著名經濟學家
- 1935年：伍迪·艾倫，美國電影導演、編劇、演員、作家、音樂家、劇作家
- 1937年：維拉·薇契-斐柏嘉，拉脫維亞政治人物，第6任拉脫維亞總統
- 1938年：埃爾維拉·莎塔葉娃，俄羅斯登山家（1974年逝世）
- 1938年：吳貽弓，中國電影導演、編劇（2019年逝世）
- 1940年：傑瑞·勞森，美國電子工程師（2011年逝世）
- 1940年：松島實，日本女性聲優、演員（2022年逝世）
- 1942年：約翰·克勞澤，美國物理學家，2022年諾貝爾物理學獎得主
- 1944年：塔哈爾·傑隆，摩洛哥詩人、作家，1987年獲龚古爾文學獎
- 1945年：貝蒂·米勒，美國歌手、演員、諧星
- 1947年：吳樂天，台灣主持人（2019年逝世）
- 1949年：，哥倫比亞毒販、毒品恐怖份子（1993年逝世）
- 1949年：塞巴斯蒂安·皮涅拉，智利企業家、政治人物，第35、37任智利總統（2024年逝世）
- 1949年：林正峰，臺灣政治人物（2025年逝世）
- 1950年：于利·毛雷爾，瑞士政治人物，現任瑞士聯邦委員會委員
- 1951年：傑可·帕斯透瑞斯，美國爵士樂手、作曲家，公認演奏技巧最精湛電貝斯演奏家之一（1987年逝世）
- 1951年：崔特·威廉斯，美國男演員、作家（2023年逝世）
- 1951年：何俊仁，香港民主黨主席、立法會議員
- 1953年：維克托·安布羅斯，美國發育生物學家，2024年諾貝爾生理學或醫學獎得主
- 1957年：扎赫約·庫莫羅，印尼政治人物（2022年逝世）
- 1958年：吳育昇，臺灣政治人物
- 1958年：哈維爾·阿吉雷，墨西哥足球運動員
- 1961年：阿明·邁韋斯，德國電腦技術人員
- 1961年：雷蒙·E·戈爾茨坦，美國生物物理學家
- 1964年：薩爾瓦托雷·斯基拉奇，義大利職業足球運動員（2024年逝世）
- 1964年：麥人杰，台灣漫畫家
- 1965年：馬文君，第7~11屆南投縣第一選區立法委員，南投縣埔里鎮第14~15屆鎮長，南投縣第13屆縣議員[4]
- 1966年：黃嘉智，臺灣導演
- 1966年：安德魯·亞當森，紐西蘭動畫師、電影導演、監製、編劇
- 1968年：林谷珍，台灣男性配音員、詞曲創作人
- 1969年：藪內優，日本女性漫畫家
- 1970年：莎拉·席爾蔓，美國演員、歌手、製片人、作家
- 1971年：艾蜜莉·摩提默，英國女演員
- 1972年：路易斯·加西亞·普拉薩，西班牙職業足球運動員、教練
- 1974年：，葡萄牙足球運動員
- 1975年：胡可，中國演員
- 1976年：马修·谢巴德，美國同性戀者，反同性戀暴力事件罹難者（1998年逝世）
- 1976年：許銘傑，台灣旅日棒球選手
- 1976年：凌志美，美國國家地理頻道、有線電視新聞網特約通訊員
- 1978年：李瑋鋒，中國足球運動員
- 1978年：麥特·卡爾尼，美國音樂家
- 1978年：史提芬·卡皮契，塞爾維亞男演員
- 1978年：薩姆韋爾·沙赫拉馬尼揚，阿爾察赫共和國政治人物，第5任阿爾察赫總統
- 1979年：葉寶琳，香港社運人士
- 1980年：江佩珍，台灣歌手
- 1980年：妃悠愛，日本AV女優
- 1981年：安伯政，台灣歌手
- 1981年：大衛·霍姆斯，英國播客主持人，前演員、特技演員
- 1982年：黃荻鈞，台灣演員
- 1984年：張棟梁，香港主持人
- 1985年：埃米利亚诺·维维亚诺，義大利足球運動員
- 1986年：安德魯·泰特，英國-美國網路紅人、商人、前職業跆拳道運動員
- 1986年：洪伟翔，马来西亚执业律师兼时事评论员
- 1987年：舒暢，中國演員
- 1988年：裴殷，香港女模特
- 1988年：任時完，韓國男子偶像團體ZE:A成員
- 1988年：柔伊·克拉維茲，美國女演員、歌手、模特兒
- 1989年：蔡穎恩，香港女演員
- 1989年：湛琪清，香港女藝人
- 1989年：尼爾·斯庫普斯基，英格蘭職業網球運動員
- 1990年：陳穎欣，香港政治人物
- 1990年：香奈兒·依曼，美國模特
- 1991年：孫楊，中國男子游泳運動員
- 1992年：牛駿峰，中國男演員
- 1992年：丹妮爾·加利根，愛爾蘭女演員
- 1993年：彩美旬果，日本前AV女優
- 1995年：吳佳怡，中國女演員
- 1996年：張天賦，香港男歌手
- 1997年：鄭采妍 ，韓國女子偶像團體DIA、I.O.I成員
- 1998年：鄧愷威，臺灣職業棒球運動員
- 1998年：陳霈錤，香港女藝人
- 1999年：太田夢莉，日本女子偶像團體NMB48成員
- 2000年：姜錫華，韓國男子偶像團體WEi成員
- 2001年：愛子內親王，日本皇室成員
- 2003年：阿里翁·伊布拉希莫维奇，科索沃裔德國職業足球運動員
- 生年不詳：本間沙智子，日本女性聲優

## 逝世
- 948年：源公忠，日本平安時代貴族、歌人（889年出生）
- 948年：高從誨，五代十国时期荊南君主（891年出生）
- 1135年：亨利一世，英格蘭國王（1068年出生）
- 1433年：後小松天皇，日本第100代天皇（1377年出生）
- 1521年：教宗良十世，羅馬主教（1475年出生）
- 1562年：本城常光，日本戰國時代武將（1513年出生）
- 1602年：小早川秀秋，日本戰國時代大名（1582年出生）
- 1825年：亞歷山大一世，俄羅斯帝國皇帝（1777年出生）
- 1866年：喬治·埃佛勒斯，威爾斯探險家、地理學家（1790年出生）
- 1914年：阿尔弗雷德·赛耶·马汉，美国海军军官（1840年出生）
- 1928年：何塞·欧斯塔西奥·里韦拉，哥倫比亞小說家、詩人、律師（1888年出生）
- 1934年：谢尔盖·基洛夫，苏共中央书记（1886年出生）
- 1935年：伯恩哈德·施密特，德国天文学家（1879年出生）
- 1943年：丹隆·拉差努帕，泰國親王、歷史學家（1862年出生）
- 1947年：阿萊斯特·克勞利，英格蘭神秘學家、詩人、作家（1875年出生）
- 1947年：戈弗雷·哈羅德·哈代，英国数学家（1877年出生）
- 1947年：殷汝耕，中國財稅官僚、近代政治人物（1883年出生）
- 1948年：卡尔·韦伯，即“萨默顿男子”，澳大利亚工程师，前不明身份死者（约1905年出生）
- 1951年：彼特·巴克（英语：Te Rangi Hīroa）爵士，新西兰人类学家（1877年出生）
- 1954年：威廉·霍伊特，美國男子田徑運動員（1875年出生）
- 1963年：艾米·伊丽莎白·索普，英籍美国间谍（1910年出生）
- 1964年：卡里勞斯·瓦西拉科斯，希臘男子田徑運動員（1877年出生）
- 1964年：約翰·伯頓·桑德森·霍爾丹，英国遺傳學家和進化生物學家（1892年出生）
- 1973年：大衛·本-古里安，以色列政治人物，首任以色列總理（1886年出生）
- 1992年：鳳凰女，香港演员（1925年出生）
- 2001年：林海音，台灣作家（1918年出生）
- 2010年：山崎宏，日本在华医生（1908年出生）
- 2012年：渡邊芳則，日本黑道，五代目山口組組長（1941年出生）
- 2018年：张首晟，华裔美国科学家（1963年出生）
- 2019年：刘纲纪，中国哲学家及美学家（1933年出生）
- 2019年：黎小田，香港資深作曲家、唱片製作人[5]（1946年出生）
- 2020年：索爾·托爾欽斯基，加拿大男子籃球運動員（1929年出生）
- 2022年：埃爾科萊·巴爾迪尼，義大利男子自由車運動員（1933年出生）
- 2022年：蓋洛·佩里，美國職業棒球運動員（1938年出生）
- 2023年：桑德拉·戴·奧康納，美國法學家，首位美國最高法院女性大法官（1930年出生）
- 2024年：泰瑞·格里菲斯，威爾斯職業司諾克球員（1947年出生）
- 2024年：木內鶴彥，日本彗星搜尋者（1954年出生）
- 2024年：伊爾克·維盧達，德國女子田徑運動員（1969年出生）

## 节假日和习俗
- 世界艾滋病日
- 中非：共和国建立日
- ：军队废除日
- 冰島：自治日
- ：第一任总统日
- 緬甸：国庆节
- 巴拿马、 南蘇丹：教师节
- 葡萄牙：独立恢复日
- 羅馬尼亞：国家统一日
- 俄羅斯：锡诺普海战纪念日
- ：自由民主节
- 泰國：丹龍·拉差努帕纪念日
- 美国（俄亥俄州、俄勒冈州）：羅莎·帕克斯纪念日